# Anthony Zimmer
Anthony Zimmer è un film del 2005 scritto e diretto da Jérôme Salle, interpretato da Sophie Marceau e Yvan Attal.

## Trama
Anthony Zimmer è un misterioso e astuto criminale, che agisce in ambito finanziario riciclando denaro sporco, ricercato dalla polizia di tutto il mondo. Si è recentemente sottoposto a vari interventi di chirurgia plastica per rendersi irriconoscibile, e per questo nessuno riesce più a catturarlo. Il detective Akerman, da tempo sulle sue tracce, sa che Zimmer rischierà tutto pur di incontrare la sua bella e giovane amante, Chiara, e prova a tendergli una trappola.
Mentre è in attesa di incontrare il suo amato Chiara riceve un messaggio di Zimmer che la informa di una trappola di Akerman. La donna, su consiglio di Zimmer, decide di avvicinare uno sconosciuto al fine di depistare la polizia, facendo credere che si tratti di Zimmer. Il malcapitato è il mite François Taillandier, che ben presto rimane affascinato da Chiara fino ad innamorarsene.

## Remake
Nel dicembre 2010 è uscito nelle sale cinematografiche un remake statunitense del film, intitolato The Tourist e diretto dal regista tedesco Florian Henckel von Donnersmarck. Gli interpreti principali sono Angelina Jolie, Johnny Depp e Paul Bettany. Parte del film è stata girata a Venezia nel marzo 2010.